# Prvenstvo nogometnog podsaveza Kotor 1960./61.
"Prvenstvo Kotorskog nogometnog podsaveza" (neformalno Crnogorska liga - grupa Jug) je bila liga trećeg stupnja nogometnog prvenstva Jugoslavije u sezoni 1960./61. 
 Sudjelovala su 4 kluba, a prvak je bio "Bokelj" iz Kotora, koji se potom natjecao za prvaka Crne Gore. 

## Ljestvica
| mj. | klub                 | ut. | pob. | ner. | por. | gol+ | gol- | bod |
| --- | -------------------- | --- | ---- | ---- | ---- | ---- | ---- | --- |
| 1.  | Bokelj Kotor         | 5   | 4    | 0    | 1    | 13   | 4    | 8   |
| 2.  | Lovćen Cetinje       | 5   | 3    | 1    | 1    | 15   | 7    | 7   |
| 3.  | Arsenal Tivat        | 5   | 1    | 1    | 3    | 7    | 14   | 3   |
| 4.  | Primorje Herceg Novi | 3   | 0    | 0    | 3    | 2    | 12   | 2   |

- "Primorje" iz Herceg Novog odustao nakon prvog dijela

## Rezultatska križaljka
| kratica | klub                 | ARS | BOK | LOV | PRI |
| --- | -------------------- | --- | --- | --- | --- |
| ARS | Arsenal Tivat        |     |     |     |     |
| BOK | Bokelj Kotor         |     |     |     |     |
| LOV | Lovćen Cetinje       |     |     |     |     |
| PRI | Primorje Herceg Novi |     |     |     |     |
| |                      |     |     |     |     |
| podebljan rezultat - utakmice od 1. do 3. kola (1. utakmica između klubova) rezultat normalne debljine - utakmice od 4. do 6. kola (2. utakmica između klubova) rezultat nakošen - nije vidljiv redoslijed odigravanja međusobnih utakmica iz dostupnih izvora rezultat nakošen i smanjen * - iz dostupnih izvora nije uočljiv domaćin susreta prekrižen rezultat - poništena ili brisana utakmica p - utakmica prekinuta 3:0 p.f. / 0:3 p.f. - rezultat 3:0 bez borbe n.i. - nije igrano |                      |     |     |     |     |

 Izvori: 

## Unutrašnje poveznice
- Crnogorska republička nogometna liga 1960./61.
- Prvenstvo nogometnog podsaveza Titograd 1960./61.
- Prvenstvo nogometnog podsaveza Bijelo Polje 1960./61.